# Hypanus
Hypanus – rodzaj ryb chrzęstnoszkieletowych z podrodziny Dasyatinae w obrębie rodziny ogończowatych (Dasyatidae).

## Rozmieszczenie geograficzne
Do rodzaju należą gatunki występujące w wodach wschodniego, południowo-zachodniego i zachodniego Oceanu Atlantyckiego oraz środkowego Oceanu Spokojnego.

## Morfologia
Długość ciała do 320 cm; masa ciała (największa opublikowana) 135,6 kg.

## Systematyka
Rodzaj zdefiniował w 1818 roku francusko-amerykański przyrodnik Constantine Samuel Rafinesque w recenzji rocznika Journal of the Academy of Natural Sciences of Philadelphia opublikowanej w czasopiśmie The American Monthly Magazine and Critical Review. Gatunkiem typowym jest (oznaczenie monotypowe) H. say.

### Etymologia
- Hypanus: gr. ὑψι hupsi ‘na wysokości, wysoko’; łac. anus ‘odbyt’[6].
- Dasybatus: gr. δασυς dasus ‘włochaty, kosmaty, chropowaty’[7]; βατoς batos lub βατις batis ‘płaska ryba, zwykle stosowana w odniesieniu do płaszczki lub rai’[8]. Gatunek typowy (oznaczenie monotypowe): Dasybatis dipterurus Jordan & Gilbert, 1880.
- Amphotistius: gr. αμφω amphō ‘zarówno, oboje’[9]; –tistius etymologia niejasna, autor nie wyjaśnił znaczenia drugiego członu nazwy[3]. Gatunek typowy (oryginalne oznaczenie): Trygon sabina Lesueur, 1824.

### Podział systematyczny
Do rodzaju należą następujące gatunki:
- Hypanus americanus (Hildebrand & Schroeder, 1928) – ogończa amerykańska[10]
- Hypanus berthalutzae Petean, Naylor & Lima, 2020
- Hypanus dipterurus (Jordan & Gilbert, 1880) – ogończa diamentowa[10]
- Hypanus geijskesi (Boeseman, 1948)
- Hypanus guttatus (Bloch & Schneider, 1801)
- Hypanus longus (Garman, 1880)
- Hypanus marianae (Gomes, Rosa & Gadig, 2000)
- Hypanus rudis (Günther, 1870)
- Hypanus sabinus (Lesueur, 1824)
- Hypanus say (Lesueur, 1817)